# Rafael Correa

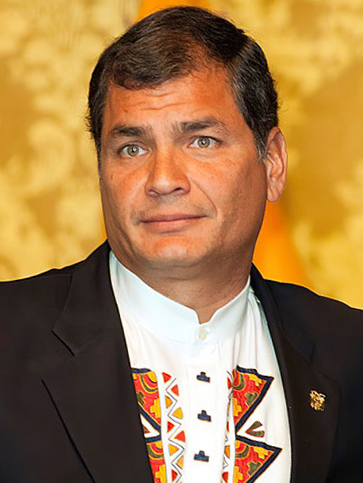
Rafael Correa (2013)

Rafael Vicente Correa Delgado (* 6. April 1963 in Guayaquil) ist ein ecuadorianischer Wirtschaftswissenschaftler und Politiker. Vom 15. Januar 2007 bis zum 24. Mai 2017 war er Präsident des Landes.
Die „Revolution der Bürger“, wie der linksorientierte Präsident Correa seine Regierung nannte, brachte Ecuador eine bis dahin unbekannte politische Stabilität, institutionelle Fortschritte und soziale Erfolge. Correas politisches Vermächtnis ist unter anderem die erfolgreiche Bekämpfung der Armut, sie sank zwischen 2007 und 2014 um 38 Prozent und die extreme Armut um 47 Prozent. Kritisiert wurden an Correa hingegen ein autoritärer Politikstil und Beschränkungen der Pressefreiheit. Der seit 2017 im Amt befindliche Nachfolger von Correa im Präsidentenamt, Lenin Moreno, vollführte innen- und außenpolitisch nach seiner Wahl eine rechte Kehrtwende der Politik und warf Correa vor, für die Proteste gegen die Regierung Morenos verantwortlich zu sein. Seit 2018 laufen in Ecuador mehrere juristische Verfahren gegen Correa. Im Juli 2018 wurde gegen Correa wegen des Vorwurfs einer Entführung von einem ecuadorianischen Gericht ein internationaler Haftbefehl erlassen. Dieser wurde von Interpol jedoch nach Prüfung wegen des politischen Charakters des Verfahrens zurückgewiesen. Am 7. April 2020 wurde Correa in Abwesenheit durch ein ecuadorianisches Gericht wegen des Vorwurfs der Bestechlichkeit zu acht Jahren Haft verurteilt.

## Person und Ausbildung
Correa studierte zunächst an der Katholischen Universität Guayaquil Wirtschaftswissenschaften und schloss sein Studium 1987 ab. Während seines Studiums stand er verschiedenen Studentenausschüssen vor. Anschließend arbeitete er ein Jahr lang als Freiwilliger in einer Missions- und Sozialstation der Salesianer Don Boscos in Zumbahua in der Provinz Cotopaxi, wo er auch Grundkenntnisse des Kichwa erwarb. Er absolvierte anschließend vertiefende Master-Studiengänge an der Université catholique de Louvain in Louvain-la-Neuve (abgeschlossen 1991) und an der University of Illinois at Urbana-Champaign (abgeschlossen 1999). Im Oktober 2001 wurde er an der University of Illinois zum PhD promoviert. Gleichzeitig und zwischenzeitlich war er als Dozent an der Universität Guayaquil, der Universität San Francisco in Quito und der University of Illinois tätig. Nach dem Erwerb des Doktorgrades lehrte er an verschiedenen Universitäten in Ecuador und war bis 2005 Professor und Direktor der Abteilung für Wirtschaftswissenschaften an der Universidad San Francisco. In dieser Funktion war er auch Berater für verschiedene wirtschaftspolitische Projekte, unter anderem des damaligen Vizepräsidenten Alfredo Palacio.
Correa ist mit der Belgierin Anne Malherbe verheiratet. Er hat drei Kinder (zwei Töchter und ein Sohn) und lebt in Brüssel.

## Wirtschafts- und Finanzminister (2005)
Nach dem Sturz von Präsident Lucio Gutiérrez berief ihn dessen Nachfolger, der bisherige Vizepräsident Alfredo Palacio, im April 2005 in das Amt des Wirtschafts- und Finanzministers von Ecuador. Correa versuchte, einen politischen Kurs der weniger entschiedenen Bedienung von Auslandsschulden und dementsprechend der stärkeren Opposition gegen Weltbank und Internationalen Währungsfonds durchzusetzen. Stattdessen strebte er eine stärkere Annäherung an Venezuela an und eine stärkere Beteiligung des Staates an den Einnahmen des in Ecuador geförderten Erdöls. Da er diesen Kurs nicht durchsetzen konnte, trat er bereits im August 2005 von seinem Amt zurück. Anschließend arbeitete er als freier Berater.

## Präsidentschaftskandidatur

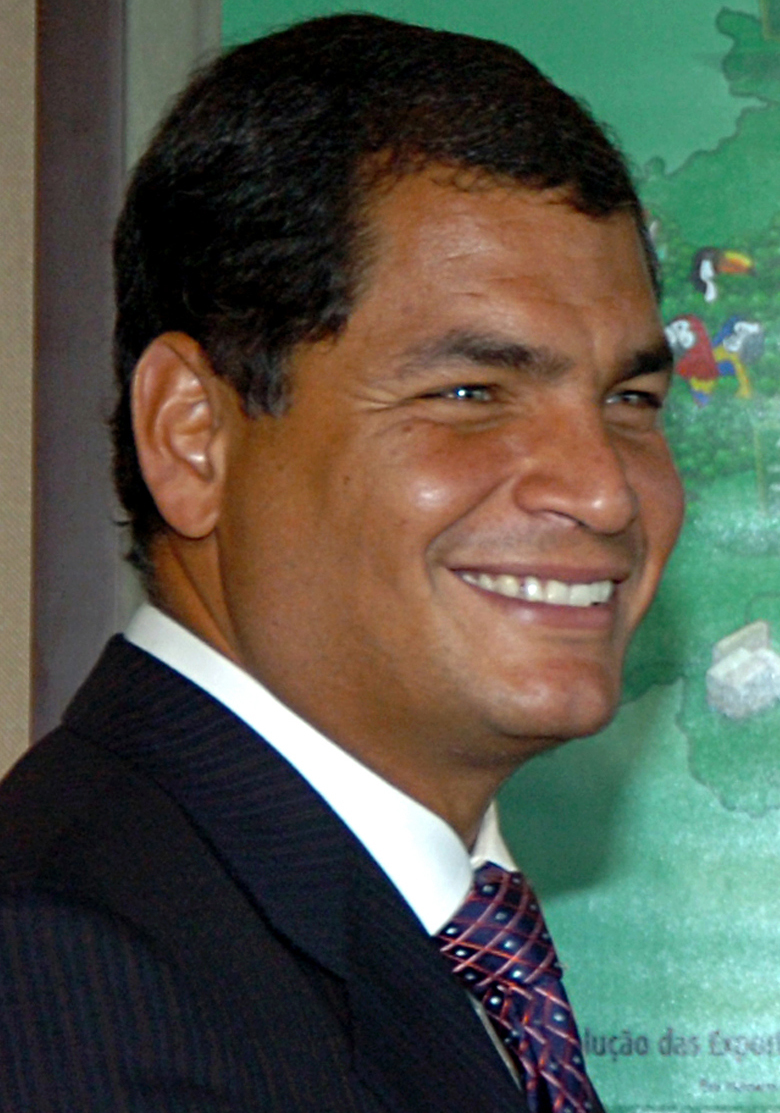
Rafael Correa (2006)

Bereits kurz nach seinem Rücktritt als Wirtschafts- und Finanzminister wurde Correa als Kandidat für die Präsidentschaftswahlen 2006 gehandelt und zunächst mit der Indigena-Partei Pachakutik in Verbindung gebracht. Schließlich kandidierte er für die von ihm gegründete Partei Movimiento PAÍS und die Sozialistische Partei Ecuadors.
Ab Anfang September 2006 schnitt er in Umfragen immer besser ab und belegte in den letzten Umfragen drei Wochen vor der Wahl den ersten Platz vor dem sozialdemokratischen Kandidaten León Roldós. Schließlich belegte er, wohl vor allem aufgrund des Stimmenzulaufs für den von den Umfrageinstituten völlig unterbewerteten Gilmar Gutiérrez, Bruder des gestürzten Präsidenten Lucio Gutiérrez, in ländlichen und städtischen Marginalgebieten, den zweiten Platz hinter dem ebenfalls bei Umfragen schlechter platzierten konservativen Unternehmer Álvaro Noboa (PRIAN). Correa kritisierte daraufhin vor allem die Umfrageinstitute und die nationalen Fernsehsender, die sich mehrheitlich im Besitz Noboa-freundlicher Banken befinden.
Nach der Stichwahl am 26. November wiesen ihn erste Wahlprognosen nach Schließung der Urnen als Wahlsieger aus, was sich bei der Stimmauszählung bestätigte: Nach dem am 4. Dezember bekanntgegebenen Endergebnis erhielt Correa 56,67 Prozent der Stimmen und lag damit deutlich vor Noboa (43,33 %).

## Politisches Programm
Correa ist ein linksgerichteter Politiker, der von Teilen der Medien gerne mit dem negativen Attribut populistisch belegt wird. Seine politische Überzeugung wird als „linksnationalistisch“ umschrieben, was im ecuadorianischen Kontext bedeutet, einerseits eine Politik der Partizipation breiter Bevölkerungsschichten an Entscheidungsfindung und Reichtum im Land zu realisieren und dem Einfluss wirtschaftlich-politischer Eliten auf allen Ebenen der Gesellschaft und des Staatsapparats entgegenzutreten, andererseits „ausländische Einflüsse in Politik und Wirtschaft (in Form der Einflussnahme insbesondere durch internationale Organisationen wie Weltbank und IWF und die USA)“ zu beschneiden und heimische Kräfte für eine „wirtschaftlich-soziale Wiederbelebung“ zu stärken und zu gewinnen. Der „Nationalismus“ ist in diesem Sinne nicht auf Ecuador beschränkt, Correa sieht sich als Vorkämpfer für eine südamerikanische Nation. Seine Regierung bezeichnete er in seiner Antrittsrede als „bolivarianisch“ und „alfaristisch“, worin die Ablehnung von Fremdeinmischung und die lateinamerikanische Solidarität ebenso zum Ausdruck kommen wie eine deutliche Umorientierung der Politik gegen konservative bisherige Eliten.
In seinen Wahlkampfspots trat Correa zudem entschieden gegen die von ihm „Partidokratie“ genannte bestehende Parteienlandschaft Ecuadors auf. Er kündigte an, den Nationalkongress abzuschaffen, der in der Bevölkerung im Allgemeinen kein großes Ansehen genießt, und stattdessen eine verfassungsgebende Versammlung einzuberufen. Die Auflösung des Kongresses hat er nach seinem Wahlsieg wieder zurückgenommen, nicht aber die Einberufung der verfassungsgebenden Versammlung, die weitgehende gesetzgebende Kompetenzen erhielt. Sein meistverwendeter Wahlkampfspruch Dale Correa (deutsch etwa: „Gibs ihm mit dem Gürtel“) ist ein Wortspiel mit Correas Nachnamen und deutet seinen Willen an, die Macht der Parteipolitiker zu beschränken.
In der zweiten Wahlkampfphase bezeichnete er sich – auch angesichts seines als fundamentalchristlich auftretenden Gegenkandidaten Álvaro Noboa, der in Anspielung auf Correa vor dem „Kommunismus“ gewarnt hatte – als „Humanisten“ und „linksorientierten Christen“. Die politische Ausrichtung Correas, soweit bisher erkennbar, weist ähnlich wie bei seinem bolivianischen Amtskollegen Evo Morales starke propagandistische Nähe zu den bolivarianischen Ideen seines politischen Freundes Hugo Chávez auf, von dessen Popularität in Lateinamerika er offensichtlich zu partizipieren versucht. So bekannte er sich in einer Rede, die er kurz nach seiner Amtseinführung bei einer gemeinsamen Veranstaltung mit Chávez im Präsidentenpalast hielt, sehr deutlich zu einem von Chávez immer wieder propagierten „Sozialismus des 21. Jahrhunderts“ und sprach sich für eine Mitgliedschaft Ecuadors in der ALBA aus. Andererseits kann von tatsächlich sozialistischen oder revolutionären politischen Maßnahmen bisher keine Rede sein. Analysten vermuteten eine Nähe zur christlichen Soziallehre in der Ausprägung der Befreiungstheologie und einer neokeynesianischen Wirtschaftspolitik.
Zu seinen politischen Positionen gehören unter anderem die Ablehnung eines Handelsabkommens mit den USA (und der Free Trade Area of the Americas) mit Hinweis auf die „Zerstörung Tausender Arbeitsplätze“ in der Landwirtschaft und Kritik am US-Dollar als Landeswährung in Ecuador. Er zeigt sich als Befürworter einer beschränkten Bedienung der Auslandsschulden, sofern diese die produktive Entwicklung des Landes behindern. Unter anderem durch eine Neuverhandlung der Verträge mit den Energiekonzernen erreichte die Regierung Correas eine stärkere Beteiligung des Staates an den Erdöleinnahmen.
Sozialprogramme wie eine monatliche Unterstützung von 30 US-Dollar für die Ärmsten, ein „Haus-Bonus“ für den Kauf oder Bau von Wohnraum und die kostenlose Verteilung von Medikamenten sollen helfen, die Armutsquote in Ecuador weiter zu verringern.
Um das „Meinungsmonopol“ der privaten Medien zu brechen, wurden 2008 mit dem Fernsehsender Ecuador TV, dem Rundfunkkanal RPE und mehreren Tageszeitungen erstmals öffentlich-rechtliche Medien geschaffen. Sein Vorgehen gegen private Medien wird jedoch vielfach kritisiert. Im Jahr 2012 wurden 17 private Rundfunksender aufgrund angeblich nicht gezahlter Lizenzgebühren eingestellt. Internationale Aufmerksamkeit erhielt ein Urteil des Nationalen Gerichtshofes vom 15. Februar 2012, in dem ein Journalist der oppositionellen Zeitung El Universo, Emilio Palacio, zu 3 Jahren Haft und einer Geldstrafe von 42 Millionen US-Dollar verurteilt wurde. Sie hatten im Zuge der Berichterstattung die Ereignisse am 30. September 2010 (s. u.) berichtet, Correa habe der Armee befohlen, das Krankenhaus anzugreifen, in dem er von aufständischen Polizisten einige Stunden lang belagert wurde. Das oberste Gericht sah keine Beweise für diese Behauptung und verurteilte den Journalisten wegen Verleumdung. Allerdings wurde Palacio nach Urteilsverkündung im Sinne Correas begnadigt.  Seit Correas Amtsantritt im Januar 2007 fiel Ecuador in der Rangliste der Pressefreiheit der Organisation Reporter ohne Grenzen von Rang 74 von 173 auf aktuell Rang 119 von 179. Die Neue Zürcher Zeitung kritisierte Correas Medien- und Informationspolitik als autoritär: „Das ist Correas grosser Schwachpunkt: Auf Kritik reagiert er allergisch. Er ist völlig überzeugt, das einzig richtige Konzept für sein Land zu besitzen. Dabei müsste er wissen, dass es kein Wahrheitsmonopol geben kann. Wo die freie Diskussion unter Bürgern verhindert wird, gerät die Revolution in Erstarrung.“

## Präsidentschaft

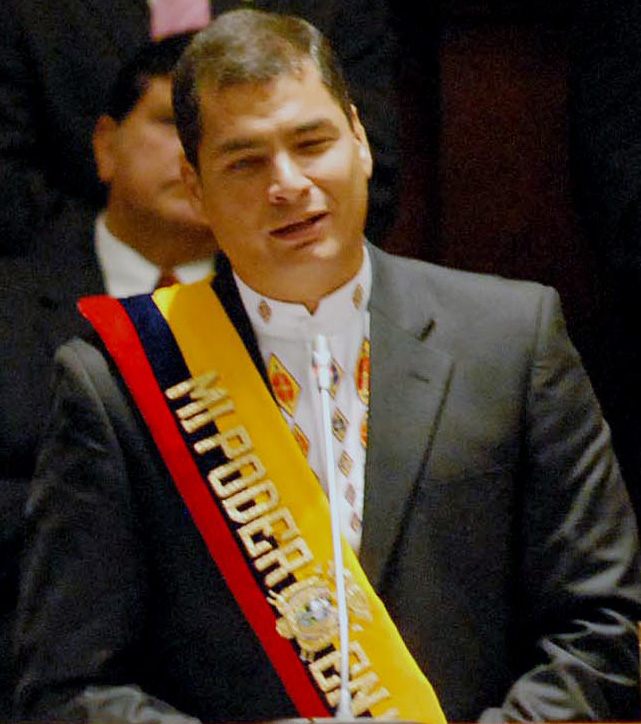
Rafael Correa mit der Amtsschärpe bei seinem Amtsantritt als Präsident

### Erste Amtszeit

#### Ereignisse
Correa wurde am 15. Januar 2007 vom Parlamentspräsidenten Ecuadors, Jorge Cevallos (PRIAN), in einer feierlichen Zeremonie vereidigt und erhielt von seinem Vorgänger Alfredo Palacio die Amtsschärpe. Bereits am Tag zuvor hatten Vertreter der indigenen Bevölkerung in Zumbahua in einer symbolischen Zeremonie in Anwesenheit der Präsidenten Venezuelas und Boliviens einen Stab der Weisheit und einen Poncho als Autoritätsinsignien an Correa überreicht. Im ersten Dekret nach der Amtsübernahme verkündete Correa eine Volksbefragung über die Einrichtung einer verfassunggebenden Versammlung. Sein Vizepräsident wurde Lenín Moreno.
Seine Präsidentschaft wurde bereits am 24. Januar 2007 durch den Tod der Verteidigungsministerin Guadalupe Larriva bei einem Hubschrauberabsturz in unmittelbarer Umgebung des Luftwaffenstützpunktes in Manta überschattet.
Das Jahr 2007 war neben den Auseinandersetzungen mit dem Nationalkongress um die Einberufung einer Verfassunggebenden Versammlung und die Wahl und Konstituierung derselben, in der Correa deutlichen Rückhalt hatte (siehe unten), von vor allem innenpolitischen Auseinandersetzungen um verstärkte Autonomie der Provinzen, insbesondere der wirtschaftlich starken und einwohnerreichsten Provinz Guayas in der Küstenregion und deren Hauptstadt Guayaquil geprägt. Im Oktober 2007 wurde gegen den politischen Willen des Präfekten und Provinzparlaments von Guayas auf nationaler Ebene die Einrichtung einer neuen Provinz, Santa Elena, aus Gebieten im Westen der Provinz Guayas beschlossen. Ende 2007 und Anfang 2008 mobilisierte der Bürgermeister von Guayaquil, Jaime Nebot, der gleichzeitig einer der Führer der Oppositionspartei PSC ist, einen Marsch und diverse Demonstrationen für mehr, vor allem finanzielle, Autonomie. Im August 2007 hatte die Regierung Correa ein neues Küstenministerium geschaffen, das als technische Einrichtung für die Dezentralisierung des Staatswesens in der Küstenregion angekündigt, von Beobachtern aber als Instrument der Neutralisierung Nebots eingestuft wurde. Es war mit dem politisch einflussreichen Ricardo Patiño, zuvor Wirtschafts- und Finanzminister, besetzt, der mittlerweile führendes Mitglied der Regierungsfraktion in der Verfassunggebenden Versammlung ist.
Zudem übte Correa zunehmende Kritik an verschiedenen ecuadorianischen Medien, insbesondere den Fernsehsendern Teleamazonas, Gamavisión und TC Televisión, die seiner Meinung nach allein Instrument zur Herabsetzung von Amt, Würde und Person des Präsidenten zugunsten traditioneller Eliten seien. Teleamazonas ist mit den Besitzern des Banco de Pichincha verbunden, während Gamavisión und andere kleinere TV-Sender in Verbindung mit der Familie Isaís, den bedeutendsten Eigentümern der bankrotten Bank Filanbanco stehen. Am 8. Juli 2008 beschlagnahmte die ecuadorianische Bankguthaben-Garantieagentur, die als staatliche Behörde die ausstehenden Forderungen gegenüber den Eigentümern des Filanbanco vertritt, 200 Firmen der Brüder Isáias, darunter auch Gamavisión und TC Televisión, deren Verwaltung zunächst der Leiter des neu eingerichteten staatlichen Fernsehsenders Ecuador TV übernahm. Bereits zuvor hatte er den Herausgeber der Tageszeitung La Hora wegen Verleumdung angezeigt, da diese in einem Meinungsartikel dem Präsidenten „Regierungsvandalismus“ vorgeworfen hatte, der mit „Tumulten, Steinen und Stöcken“ die Konfrontation mit seinen politischen Gegnern zur Eskalation treibe. Teleamazonas wurde in der zweiten Amtszeit Correas zur zunehmenden Zielscheibe des Präsidenten und der ecuadorianischen Medienaufsicht.
Am 1. März 2008 kam es zu einem bedeutenden außenpolitischen Zwischenfall, als bei einem nächtlichen Flugzeugangriff mit Streubomben auf eine Behelfsunterkunft der kolumbianischen Guerilla-Organisation FARC in der ecuadorianischen Provinz Sucumbíos und nachfolgender Invasion von kolumbianischen Bodentruppen auf ecuadorianisches Gebiet 26 Menschen, darunter der internationale Sprecher und diplomatische Vertreter der FARC Raúl Reyes (alias Luis Édgar Devia) und ein kolumbianischer Soldat, getötet wurden. Ecuador wies daraufhin den kolumbianischen Botschafter aus und verstärkte seine Truppenpräsenz an der Grenze. Ecuador wollte die diplomatischen Beziehungen zu Kolumbien erst dann wieder aufnehmen, wenn Kolumbien sich zu einer völligen Aufklärung des Militärschlags gegen die FARC bereit erklärt, was von kolumbianischer Seite verweigert wurde. Siehe dazu: Bewaffneter Konflikt in Kolumbien
Am 16. Dezember 2010 trafen sich die Präsidenten Rafael Correa und Manuel Santos in Cali und kündeten die Wiederherstellung der bilateralen Beziehungen an.

#### Auseinandersetzung mit dem Nationalkongress
Da seine politische Bewegung wie auch die Sozialistische Partei in den politischen Institutionen des Landes gar nicht bzw. nur schwach vertreten waren, wurde Correa nach seinem Wahlsieg mit der Position der „Partidokratie“ in der Legislative konfrontiert. Während die Sozialisten im neu gewählten Nationalkongress einen der 100 Abgeordneten stellten und Alianza PAÍS bei den Parlamentswahlen nur in wenigen Provinzen in Wahlbündnissen antrat, ohne Mandate zu erringen, bildete die Partei des Verlierers der Stichwahl, PRIAN, dort in der Legislaturperiode 2007–2011 die größte Fraktion.
Sein erstes politisches Ziel, eine verfassunggebende Versammlung einzuberufen, stieß bei den anderen Parteien auf Widerstand. So befand sich Correa seit Beginn der Legislaturperiode im ständigen medialen Schlagabtausch mit den Parteien PRIAN, PSC und UDC, sowie zeitweise mit dem PSP von Lucio Gutiérrez, die im Nationalkongress eine Verfassungsreform über den Nationalkongress selbst anstrebten und nun das Referendum zu verhindern versuchten.
Da nach damaliger geltender Verfassung nicht klar geregelt war, ob der Präsident mit oder ohne Zustimmung des Parlaments eine Volksbefragung über die Einberufung einer verfassunggebenden Versammlung, die einem Referendum über die Abschaffung der bestehenden Verfassung gleichkommt, beauftragen kann, einigten sich Parlament und Regierung zunächst auf mindestens ein Konsultationsrecht des Nationalkongresses. In diesem wurde lange über das Projekt und mögliche Änderungen des angestrebten Statuts der verfassunggebenden Versammlung debattiert, wodurch sich die Einberufung der Volksbefragung de facto verzögerte, was den Interessen der Mehrheit des Nationalkongresses entsprach.
Ende Januar 2007 wurde der Nationalkongress aufgrund von Demonstrationen von Anhängern des Präsidenten und ihn unterstützenden Organisationen zeitweise evakuiert. Der Präsident äußerte gleichzeitig, er fürchte, das Parlament plane seine Absetzung, um der Teilentmachtung durch eine verfassunggebende Versammlung zu entgehen, sagte jedoch auch, der Dialog zwischen Exekutive und Legislative über das Thema dürfe nicht abbrechen. Die Diskussionen um die verfassunggebende Versammlung gingen weiter, die Situation beruhigte sich zunächst. Am 13. Februar votierte der Nationalkongress mehrheitlich für die Volksbefragung, die das Oberste Wahlgericht darauf für den 15. April ansetzte. Es stieß auf Widerstand unter den im Parlament führenden Parteien. Am 1. März wurde der „Wahlkampf“ für offiziell eröffnet erklärt.
Daraufhin kam es in der ersten Märzwoche zu einer schweren politischen Krise in Ecuador, an der der Präsident nicht direkt beteiligt war, die sich aber um das Statut für die verfassunggebende Versammlung und die Einberufung der Volksbefragung drehte. Die gerichtlichen Entscheidungen entstanden unter umstrittenen Umständen, da die Abstimmungsfähigkeit des Obersten Wahlgerichts erst hergestellt war, nachdem der Präsident desselben, Jorge Acosta (PSP), verspätet erschien, und sich zwei von Oppositionsparteien (PRIAN und PSC) entsandte Richter bereits aus der Sitzung verabschiedet hatten.
Da der Entschluss des Obersten Wahlgerichts den Interessen der Mehrheitsparteien im Kongress entgegenstand, reichte dieser Verfassungsbeschwerde beim ecuadorianischen Verfassungsgericht ein und entzog am 6. März dem Präsidenten des Wahlgerichts sein Mandat als Mitglied für den Partido Sociedad Patriótica und setzte den Ersatzdelegierten Alejandro Cepeda an seine Stelle. Dadurch wurde ein aufwändiges Amtsenthebungsverfahren umgangen, aber die Trennung von Legislative und Exekutive verletzt.
Das Wahlgericht erkannte diese Entscheidung nicht an, erklärte sie in einem eigenen Dekret für nichtig und alle Abgeordneten, die für die Absetzung Acostas gestimmt hatten, für abgesetzt, da sie einen laufenden Wahlprozess auf verfassungswidrige Weise gestört hätten. Dies waren alle Abgeordneten der Oppositionsparteien PRIAN, PSC, PSP und UDC mit Ausnahme des Parlamentspräsidenten Cevallos (PRIAN) und damit 57 der 100 Abgeordneten des Nationalkongresses. Unter den ausgeschlossenen befanden sich auch sieben Abgeordnete der genannten Parteien, die bei der Abstimmung nicht anwesend waren oder sich enthielten, darunter Carlos Larreátegui, der Vorsitzende der parlamentarischen Gruppe der UDC. Die Verfassungsmäßigkeit dieser Maßnahme wird stark angezweifelt; sie führte in jedem Fall zu einer weiteren Destabilisierung der politischen Institutionen Ecuadors. Mehrere hundert Polizisten schirmten in der Folge den Nationalkongress ab, um den ausgeschlossenen Abgeordneten den Zutritt zu verwehren. Gleichzeitig nahmen die Ersatzdelegierten der abgesetzten Abgeordneten ihre Berufung nicht an, so dass der Kongress mit weniger als 51 Abgeordneten nicht beschlussfähig war. Ein Aufruf der bedeutendsten Tageszeitungen des Landes forderte, den „systematischen Prozess der Zerstörung der Institutionen und der Manipulation der Macht“ zu beenden und zur konstruktiven Politik zurückzukehren. Er machte alle politischen Kräfte für die Eskalation verantwortlich.
Correa erklärte, mit der Absetzung der Abgeordneten sei die Opposition gegen die Verfassunggebende Versammlung endgültig besiegt, wobei sein Innenminister Gustavo Larrea betonte, die Regierung sei nicht für den Machtkampf zwischen Wahlgericht und Parlament verantwortlich. Auch Correa wies die im Aufruf der Presse enthaltenen Vorwürfe gegen ihn zurück und betonte, die Situation könne nur bereinigt werden, indem die abgesetzten Abgeordneten auf ihre Sitze verzichteten und regelkonform ersetzt würden.
Nachdem Mitte März 2007 eine offizielle Beschwerde des Parlamentspräsidenten vom Verfassungsgericht wegen Formfehlers nicht angenommen worden war, entschied das Verfassungsgericht am 23. April 2007, dass 51 der abgesetzten Abgeordneten nicht als abgesetzt zu betrachten seien und gab damit einer Beschwerde recht, die sie zuvor bei einem Gericht in Rocafuerte in der Provinz Manabí eingereicht hatten. Sechs Abgeordnete, darunter der UDC-Vorsitzende Larreátegui, hatten die Klage nicht unterzeichnet und erkannten damit im Interesse einer Konfliktbeilegung und der Wahrung der Institutionalität die Absetzung an. Correa kritisierte die Entscheidung als „weiteren Schachzug der Partidokratie“, während das Oberste Wahlgericht die Entscheidung des Verfassungsgerichts für ungültig und unausführbar erklärte. Hintergrund ist unter anderem die Frage, ob die Richter des Verfassungsgerichts, deren Amtszeiten nach Ansicht verschiedener Vertreter der anderen Staatsorgane mit Ende der Legislaturperiode Anfang Januar 2007 abgelaufen waren, überhaupt noch legal im Amt waren. Correa vermutete in diesem Zusammenhang einen politischen Pakt zwischen abgesetzten Abgeordneten und Verfassungsrichtern zur Sicherung der Ämter beider. Ferner bestritt das Oberste Wahlgericht die Zuständigkeit des Verfassungsgerichts, das keine Schlichtungsstelle zwischen staatlichen Institutionen sei. Am 24. April beschloss der noch mit Teilen der „Ersatzabgeordneten“ besetzte Kongress eine Gesetzesvorlage der PS-FA-Abgeordneten Salgado, nach der sie die Amtszeit der Verfassungsrichter für beendet erklärten. Der Vizepräsident des Kongresses verwehrte in Vertretung des Kongresspräsidenten zudem dem Sekretär des Verfassungsgerichts, der den Bescheid über die Ungültigkeit der Absetzung überbringen wollte, den Zutritt zum Parlamentsgebäude und ließ auch die „abgesetzten“ Abgeordneten vorerst nicht wieder eintreten.
Im Nationalkongress hatten im März 2007 zahlreiche Ersatzabgeordnete ihre offizielle Vereidigung beantragt und vollzogen. Etwa 20 von ihnen hatten am 19. März abseits ihrer ursprünglichen Parteien eine parlamentarische Gruppe namens „Nationale Würde“ (span. Dignidad Nacional) gebildet, die die Politik Correas bezüglich der verfassunggebenden Versammlung unterstützen wollte. Der Kongress verbrachte den größten Teil der Zeit nach der Vereidigung der neuen Abgeordneten in Sitzungspause. Mittlerweile waren die Abgeordneten als faktisch abgesetzt anzusehen, suchten aber Anfang Mai 2007 die Unterstützung der Organisation Amerikanischer Staaten (OAS). Die Europäische Union mahnte in Person des deutschen Botschafters Bernd Sproedt an, den Rechtsstaat, die Gewaltenteilung, die Unabhängigkeit der Justiz und den politischen Pluralismus zu verteidigen und aufrechtzuerhalten.
Correa verfügte nach den Absetzungen und Neubesetzungen über eine Mehrheit ihn unterstützender Abgeordneter im Parlament, die allerdings nach den Vorkommnissen als fragil anzusehen war. Da sich der Kongress nach Einberufung der Verfassunggebenden Versammlung in Sitzungspause befand (s. u.), war dies damals nicht von Belang. Die 2007 abgesetzten Abgeordneten erlangten Anfang 2008 ihre für ein Jahr ausgesetzten Rechte zur Ausübung öffentlicher Ämter zurück.
In der am 15. April abgehaltenen Volksbefragung votierten 81,7 % für und 12,5 % gegen die Einberufung der verfassunggebenden Versammlung. 5,8 % der Stimmenzettel waren ungültig oder leer.

#### Verfassunggebende Versammlung
Bei den Wahlen zur Verfassunggebenden Versammlung, die am 30. September 2007 abgehalten wurden, erhielt Correas Movimiento PAÍS mit 15 der 24 auf nationaler Ebene und 58 der 106 auf nationaler Ebene und im Ausland gewählten Abgeordneten die absolute Mehrheit, weitere 7 wurden über Wahlbündnisse mit der sozialistischen Partei, dem Movimiento Popular Democrático und lokalen Kleinparteien gewählt und gehören dem Regierungsblock an. Die nächstgrößeren Parteien sind PSP (19), PRIAN (8) und PSC (5).
Die Verfassunggebende Versammlung tagte seit November 2007 in einem Tagungskomplex in Montecristi, der Heimatstadt Eloy Alfaros. Dem Nationalkongress wurde von der Verfassunggebenden Versammlung während deren Tagungsperiode eine Sitzungspause verordnet.
Im Juni 2008 kam es zum Bruch zwischen Correa und seinem politischen Freund Alberto Acosta, in deren Folge letzterer auf Anraten Correas als Vorsitzender der Verfassunggebenden Versammlung zurücktrat. Correa hatte kritisiert, das Acosta „jedem das Wort erteile“, also der Opposition zu viel Redezeit und damit Bedeutung zugestehe. Acosta hatte Teile des Regierungsprogramms verfasst und vor der Wahl zur Verfassunggebenden Versammlung das in Ecuador wegen der Erdölvorkommen sehr bedeutende Amt des Energieministers bekleidet.
Am 24. Juli 2008 verabschiedete die Verfassunggebende Versammlung die neue Verfassung Ecuadors mit 94 zu 32 Stimmen. Am 28. September 2008 wurde die neue Verfassung in einer Volksabstimmung von 81 % der Wähler angenommen. Sie garantiert den Bürgern kostenlose Bildung und Gesundheitsversorgung sowie mehr Mitbestimmung durch Bürgerbeteiligung. Der Einfluss der katholischen Kirche im Bildungswesen wurde beschnitten, das Recht auf Schwangerschaftsabbruch ausgeweitet und amtliche Lebenspartnerschaften für Homosexuelle erlaubt. Die neue Verfassung verbietet die Stationierung ausländischer Truppen im Land, so dass Correa den Vertrag über den Luftwaffenstützpunkt der USA an der Pazifikküste am Flughafen Manta mit seinen satellitengestützten Spionagesystemen nicht verlängerte und das US-Militär im September 2009 endgültig die Basis räumte. Der Wahlkampf darf nicht mehr aus privaten Mitteln bestritten werden und es wird eine Wiederwahl des Präsidenten ermöglicht, so dass Correa bei den Wahlen 2013 erneut antreten kann. Im Vorfeld der Volksabstimmung über die Verfassung kam es zu Auseinandersetzungen zwischen der ecuadorianischen Regierung und Vertretern der katholischen Kirche in Ecuador, nachdem der Vorsitzende der ecuadorianischen Bischofskonferenz und Erzbischof von Guayaquil, Antonio Arregui, das Verfassungsprojekt kritisiert hatte, da es Lebenspartnerschaften für Homosexuelle, eine zu liberale Haltung zur Abtreibung und eine stärkere Rolle des Staates in der Kontrolle des Bildungswesens ermögliche. Damit sei einerseits die Religionsfreiheit eingeschränkt und andererseits widerspreche das Projekt der Auffassung der Kirche über die Rolle der Familie und das Recht auf Leben. Nach dieser Aussage wurde die Führung der Katholischen Kirche in Ecuador, insbesondere Arregui, von Correa wiederholt öffentlich wegen ihrer Einmischung in die Politik kritisiert. Die Auseinandersetzung erhielt in den ecuadorianischen Medien mehr Aufmerksamkeit als die Kampagne der Oppositionsparteien gegen das Verfassungsprojekt. Hier trat vor allem der Bürgermeister Guayaquils, Jaime Nebot (PSC) hervor, der davor warnte, das Verfassungsprojekt und die Politik Correas könnten eine Spaltung des Landes bewirken, in der Guayaquil und die Provinz Guayas die Rolle des Departamento Santa Cruz bei zeitgleichen Auseinandersetzungen mit Präsident Evo Morales in Bolivien einzunehmen gezwungen sein könnte.
Am 16. September 2008 verließ die Regierungssprecherin Mónica Chuji die Alianza PAÍS. In einem Interview begründete sie dem Schritt mit Widersprüchen der Regierungstätigkeit zu den Forderungen der Indigenenbewegung (die sie vertrat), etwa zu auch von der Regierung Correa weiterhin verfolgten Projekten zur Ausbeutung von Rohstoffen.

### Zweite Amtszeit
Am 24. April 2009 wurde Correa mit 51,99 Prozent der Stimmen im ersten Wahlgang für eine weitere Amtszeit als Präsident Ecuadors wiedergewählt.
Am 30. September 2010 kam es zu einem gewalttätigen Aufstand von Polizisten und Soldaten gegen den Präsidenten. Sie protestierten gegen ein tags zuvor vom Parlament verabschiedetes Gesetz, welches finanzielle Einschränkungen bei Beförderungen vorsah. In großen Teilen des Landes stellte die Polizei ihren Dienst ein und der internationale Flughafen in der Hauptstadt Quito wurde von aufständischen Soldaten besetzt. Correa begab sich zu einem Polizeiregiment in Quito und versuchte zunächst persönlich die aufständischen Polizisten zu beruhigen. Nachdem in seiner unmittelbaren Nähe eine Tränengasgranate explodierte, zog er sich zunächst im gepanzerten Präsidentenauto zurück und unternahm eine halbe Stunde später einen zweiten Versuch, mit den meuternden Polizisten zu reden. Nach Schlägen, Tritten und massivem Tränengasbeschuss verlor Correa im Getümmel das Bewusstsein und wurde in ein nahegelegenes Polizeikrankenhaus gebracht, welches daraufhin von Aufständischen belagert wurde. Während er dort von 50 Mitgliedern einer Spezialeinheit der Polizei beschützt wurde, versuchten rund 200 aufständische Polizisten zu seinem Zimmer vorzudringen. Außerhalb des Krankenhauses lieferten sich die aufständischen Polizisten Straßenschlachten mit tausenden Sympathisanten Correas. Nach zwölfstündiger Belagerung im Krankenhaus wurde Correa von loyalen Militärs in Zusammenarbeit mit Spezialkräften der Polizei befreit, wobei einer der ihn beschützenden Polizisten der Spezialeinheit durch Schüsse ums Leben kam. Auch das Auto, in dem Correa weggebracht wurde, wurde beschossen. Correa löste den Ausnahmezustand aus und sprach von einem Putschversuch gegen ihn, der vom Ex-Präsidenten Lucio Gutiérrez organisiert worden sei. Bei den Unruhen starben landesweit acht Menschen (drei in Quito, fünf in Guayaquil), mehr als 270 wurden verletzt.
2010 zog Correa wegen des Ship-to-Gaza-Zwischenfalls Ecuadors Botschafter aus Israel ab. Anfang 2012 brachte er anlässlich eines Besuchs des iranischen Präsidenten Mahmud Ahmadineschad seine Ablehnung der internationalen Sanktionen gegen Teheran wegen des iranischen Atomprogramms zum Ausdruck.

### Wiederwahl 2013
Bei der Präsidentschaftswahl am 17. Februar 2013 wurde Correa im ersten Wahlgang mit 56,9 Prozent der abgegebenen Stimmen wiedergewählt, vor dem konservativen Bankier Guillermo Lasso (Creando Oportunidades, 23,1 Prozent) und dem früheren Präsidenten Lucio Gutiérrez (Partido Sociedad Patriótica, 6,6 Prozent). Correa trat am 24. Mai 2013 offiziell seine dritte Amtsperiode bis 2017 an.

### Dritte Amtszeit
Correa versuchte sechs Jahre mit der Yasuní-ITT-Initiative, die Erdölreserven im Yasuni-Nationalpark unter der Erde zu lassen und bat die internationale Gemeinschaft Ecuador für die ausgebliebenen Einnahmen zu entschädigen. Für das weltweit einmalige Klimaschutzprojekt sollten die Industrieländer 3,6 Milliarden Dollar in einen Fonds einzahlen – doch das Geld kam nicht zusammen. Auch der damalige Entwicklungsminister Deutschlands Dirk Niebel stoppte 2009 die Zahlungen. Beide Seiten schoben sich gegenseitig die Schuld für das Scheitern zu. Correa fühlte sich in seinem kapitalismuskritischen Kurs bestätigt, wonach der Klimaschutz reicher Industriestaaten nicht mehr als ein Lippenbekenntnis sei. Correa erntete für seine Bohrpläne Kritik von Ureinwohnern und Umweltschützern.
Die Jahre 2015 und 2016 waren für die Wirtschaft in Ecuador dramatisch, es galt den höchsten Rückgang an Exporten seit 1949 zu verkraften. Dazu kam der Absturz der Erdölpreise, die Aufwertung des Dollars (Ecuador hat eine dollarisierte Wirtschaft und das kostete dem Land Wettbewerbsfähigkeit), Naturkatastrophen wie den Ausbruch des Vulkans Cotopaxi, Auswirkungen der mit El Niño verbundenen Trockenheit und das Erdbeben im April 2016, das über den Verlust von Menschenleben hinaus auch einen ökonomischen Preis von 3,5 % des Bruttosozialprodukts für den Wiederaufbau kostete. Um den Wiederaufbau zu finanzieren, führte Correa eine Vermögenssteuer ein. Zwar stagnierte die Wirtschaft, aber die Regierung von Correa konnte in diese beiden Jahre dank einer antizyklischen Fiskal- und Wirtschaftspolitik die Situation meistern. Nach den Enthüllungen der Panama-Papers Anfang 2016, stellte die Regierung Correa Nachforschungen an und überführte eine Reihe von hohen Politikern der Opposition, aber auch aus den Reihen der Regierung der Korruption und Steuerhinterziehung. Correa war seit 2007 ein wichtiger Wortführer für einen Wandel in der Weltwirtschafts- und Finanzarchitektur gewesen. Das größte Finanzparadies sei jedoch nicht Panama, sondern die Schweiz. „Zählt man die britischen Überseegebiete zusammen, wird sie noch von Großbritannien übertroffen“, äußerte sich Präsident Correa am 21. Juli in einer Ansprache an die Bevölkerung. Die Finanzbehörde ging davon aus, dass sich insgesamt etwa 30 Milliarden US-Dollar aus Ecuador in Steueroasen befanden. Das Thema der Bekämpfung der Steueroasen wurde, auf Initiative Ecuadors hin, auf die Tagesordnung bei den Vereinten Nationen (UN) gesetzt. Correa rief in Ecuador zu einem Ethik-Pakt auf, nach seinen Angaben wurden allein zwischen 2014 und 2015 3,379 Milliarden US-Dollar aus Ecuador verschoben. Anfang 2016 lagern bis zu 32 Milliarden US-Dollar auf Konten in Steueroasen. Parallel zu den Präsidentschafts- und Parlamentswahl am 19. Februar 2017 fand gleichzeitig eine Volksabstimmung statt, in Folge der es gewählten Mandatsträgern und Staatsangestellten verboten wird, Geld in Steuerparadiesen zu deponieren. Die Volksabstimmung war durch die Veröffentlichung der Panama Papers von Präsident Correa angestoßen worden. Die Ecuadorianer stimmten mit großer Mehrheit dafür, dass es gewählten Mandatsträgern und Staatsangestellten verboten wird, Vermögen in Steuerparadiesen anzulegen.

### Nach der Präsidentschaft – Bruch mit dem Nachfolger Moreno und juristische Verfahren
Correa trat nach zehn Jahren Amtszeit 2017 nicht erneut zur Präsidentschaftswahl an. Er entschied sich nach eigenen Angaben aus persönlichen Gründen mit seiner Frau, die Belgierin ist, nach Belgien zu ziehen, wo seine Tochter ein Stipendium erhalten hatte. Moreno, der sich entgegen dem eigenen Parteiprogramm nach Amtsantritt einer neoliberalen Politik der Privatisierung zuwandte, machte lautstark Correa für viele Probleme des Landes verantwortlich. Es entwickelte sich eine tiefe Spaltung beider Politiker sowie der Partei. Während der landesweiten Proteste gegen seine Regierung 2019 warf Moreno Correa vor, dafür verantwortlich zu sein.
Im Juli 2018 ersuchte Ecuador Belgien um die Auslieferung Correas, wegen dessen angeblicher Beteiligung an der im Jahr 2012 in Kolumbien erfolgten Entführung des Politikers Fernando Balda. Dieser war aus Ecuador nach Kolumbien geflüchtet, weil ihm vorgeworfen worden war, am gescheiterten Putsch im Jahr 2012 beteiligt gewesen zu sein. Beweise für Correas Beteiligung wurden nie gefunden. Es wurde ein „internationaler Haftbefehl“ über Interpol ausgestellt. Nach sorgfältiger Prüfung wies Interpol den Haftbefehl zurück und verweigerte die Auslieferung. Begründet wurde die Entscheidung mit dem politischen Charakter der Anklage.
Im Herbst 2019 besuchten Correa und Mitglieder seines Teams unter anderem die Staatschefs von Venezuela und Kuba. Die Regierung Moreno warf Correa daraufhin in mehreren Medien vor, Ecuador plangemäß, in Zusammenarbeit mit den getroffenen Regierungen, zu destabilisieren.
Am 7. April 2020 verurteilte ein ecuadorianisches Gericht Correa, der sich weiterhin im belgischen Exil befand, zu acht Jahren Haft. Das Gericht befand ihn zusammen mit 19 anderen Angeklagten der Bestechlichkeit für schuldig. Die Angeklagten hätten insgesamt umgerechnet 7,5 Millionen US-Dollar im Gegenzug zur Vergabe von lukrativen Staatsaufträgen angenommen. Die Angeklagten verloren mit dem Urteil auch für 25 Jahre das Recht der politischen Betätigung. Zu den Verurteilten gehörte Correas früherer Vizepräsident Jorge Glas, der schon eine sechsjährige Haftstrafe wegen Annahme von Bestechungsgeldern der brasilianischen Baufirma Odebrecht abzusitzen hatte. Die Verteidigung Correas warf dem Gericht Befangenheit vor und wandte sich an die Interamerikanische Kommission für Menschenrechte. Die Verteidigung legte Revision ein. Am 20. Juli 2020 bestätigte der Berufungsgerichtshof (Tribunal de Apelación) das Urteil der ersten Instanz. Damit ist das Urteil rechtskräftig. Belgien hat Correa inzwischen politisches Asyl gewährt, während Ecuador seine Auslieferung forderte.

## Vorfahren
Correas Großeltern mütterlicherseits, Simón Delgado (* 16. Dezember 1905; † 3. August 2008) und Luz Isabel Rendón (* 9. Mai 1908; † 3. Mai 2008) waren vom 8. Dezember 1928 bis zum 3. Mai 2008 fast 80 Jahre lang verheiratet und damit eines der am längsten verheirateten Paare der Welt. Simón Delgado ist Sohn eines Neffen der prägenden Figur ecuadorianischer Politik im ausgehenden 19. und beginnenden 20. Jahrhundert, Eloy Alfaro.

## Film
Im Dokumentarfilm South of the Border von Oliver Stone aus dem Jahr 2009 wird Rafael Correa neben anderen Regierungspräsidenten Lateinamerikas interviewt.